# لورن دوفو
لورن دوفو (انگلیسی: Laurent Dufaux؛ زادهٔ ۲۰ مهٔ ۱۹۶۹) دوچرخه‌سوار اهل سوئیس است.